# Культовые сооружения Одоева

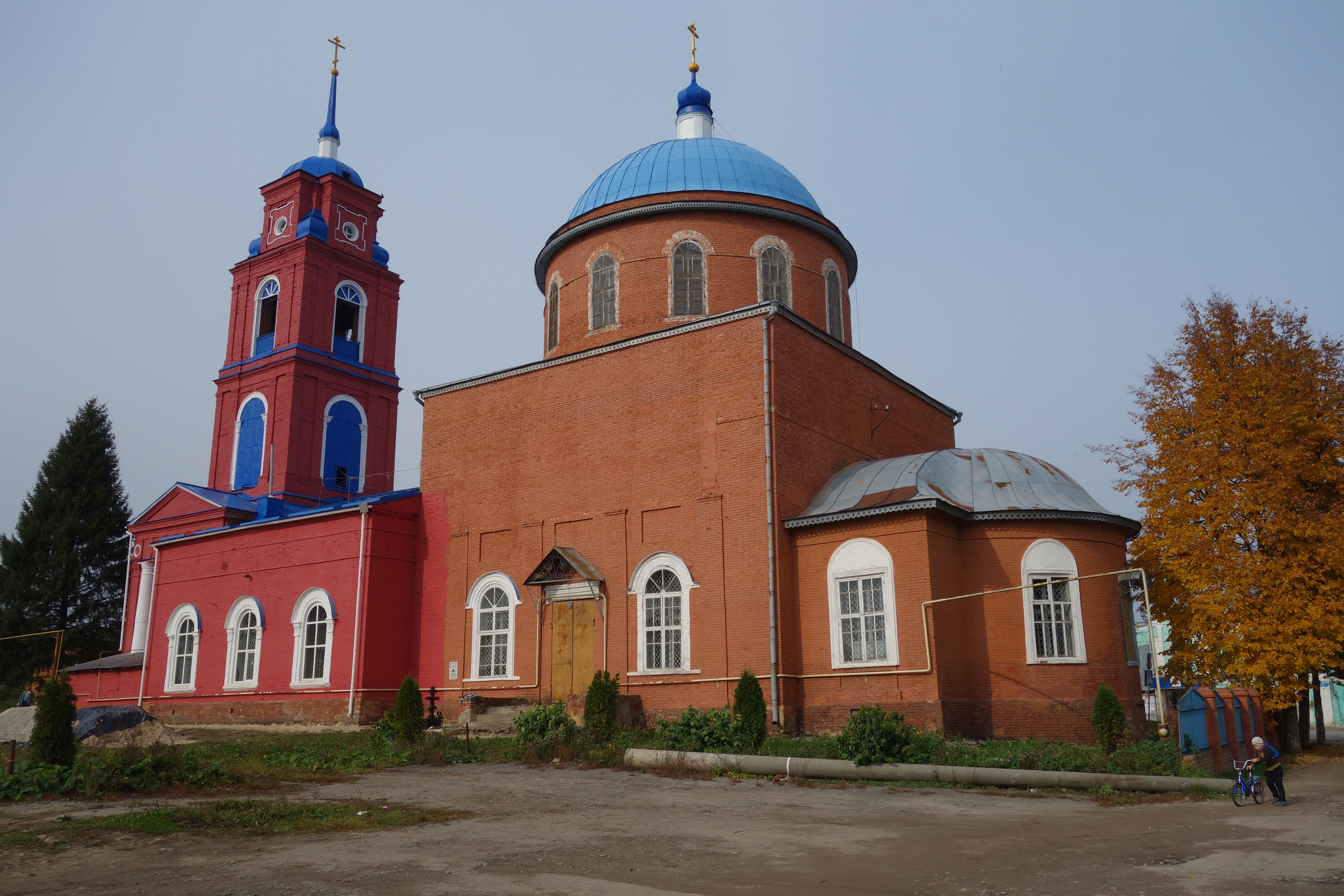
Троицкий храм

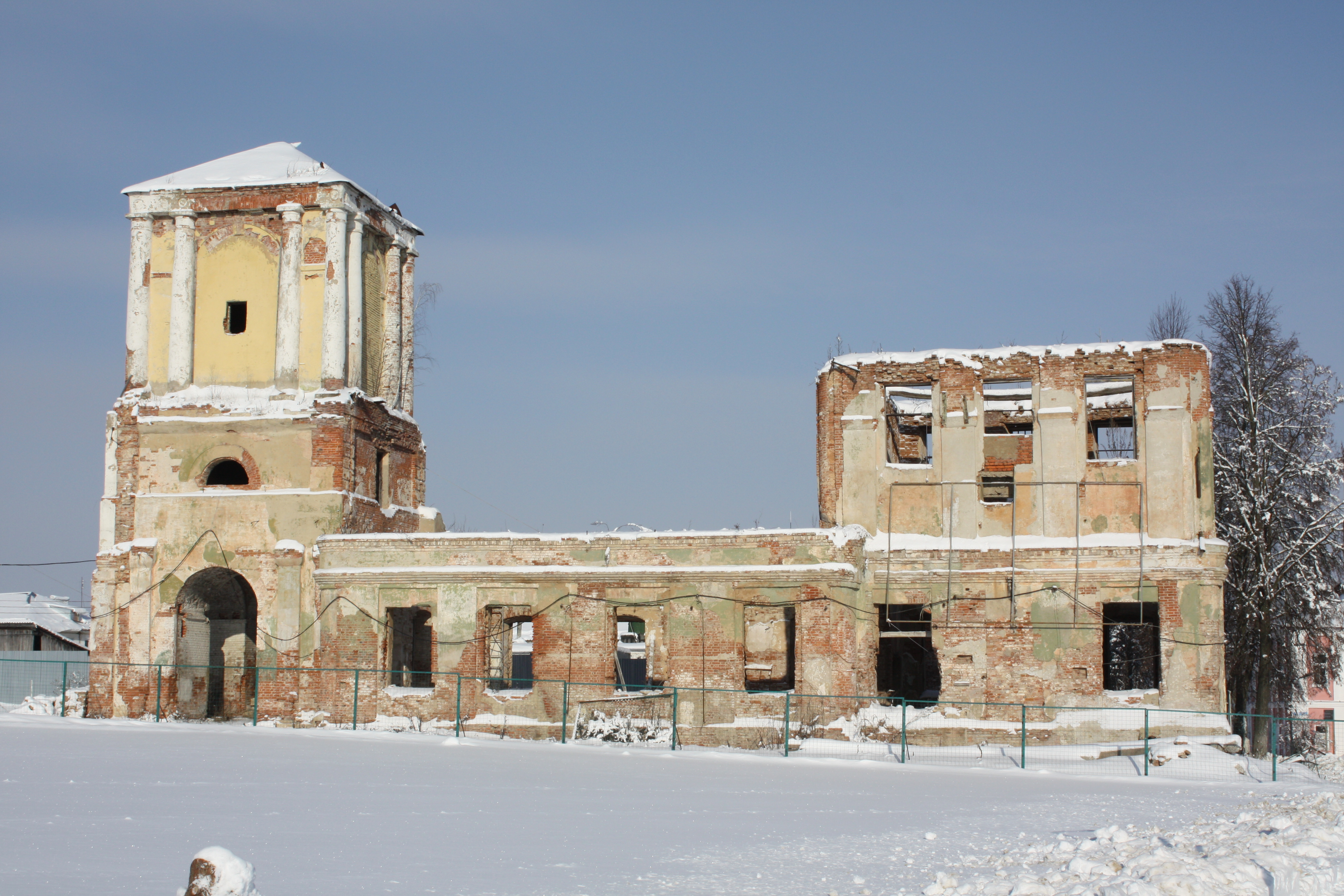
Церковь Богоявления Господня

Список религиозных сооружений города Одоева:

## Действующие

### Православные храмы
1. Церковь Троицы Живоначальной (ул. Победы, 37) (1837—1885)

## Недействующие

### Православные храмы
1. Церковь Благовещения Пресвятой Богородицы (ул. Ленина, 46) (1776) (занято газовой службой)
2. Церковь Богоявления Господня (пл. Ленина) (1794-1804) (заброшена)
3. Церковь Илии Пророка (ул. Заводская) (1789) (заброшена)

## Утраченные
1. Соборная церковь Воскресения Христова (соборная гора) (1834)
2. Церковь Казанской иконы Божией Матери (на стыке улиц Пролетарская и Садовая) (1765)
3. Церковь Спаса Преображения (ул. Карла Маркса рядом с памятником погибшим в ВОВ) (1790)